# リッチー・マコウ
リッチー・マコウ（Richard Hugh McCaw ONZ 1980年12月31日 - ）は、ニュージーランド出身の元ラグビー選手。ポジションはフランカー、ナンバーエイト。
ワールドラグビー年間最優秀選手賞3回。キャップ数148はラグビーユニオン2位。

## 人物
ノースオタゴ地方オアマル生まれ。実家は農家（現在は離農）。7歳からラグビーを始め、名門オタゴ・ボーイズハイスクールへ進学。ラグビー奨学生としてリンカーン大学へ進学し農学を専攻。リンカーン大学ラグビーチームへ入団し、U-19、U-21ラグビーニュージーランド代表に選出される。19歳でNPC（現在のITM CUP）カンタベリー州代表に選出され、20歳でスーパー14の名門クルセイダーズへ入団。同年ラグビーニュージーランド代表（オールブラックス）に選出されダニーデンで行われた対アイルランド戦でデビュー。デビュー戦で最優秀選手に選ばれる。2004年にオールブラックス初キャプテンを務め、2006年シーズンから正キャプテンを務める。クラブチームでは2005年からクルセイダース正キャプテンを務めている。2006年、2009年、2010年にIRB年間最優秀選手賞を受賞。同一選手による同賞3度の受賞は2001年の創設以来初。2011年9月24日に行われたラグビーワールドカップ予選プール第3戦フランス戦でニュージーランド代表選手として初となる代表100キャップを記録。キャプテンとしてニュージーランド代表の24年ぶり2回目のラグビーワールドカップ優勝に貢献した。
2011ラグビーワールドカップ終了後の海外移籍が噂されたが、2011年5月にニュージーランドラグビー協会(NZRU)と4年間の契約延長に合意。2010年シーズンの年俸は国内最高クラスの$750,000ニュージーランド・ドル。
2011ラグビーワールドカップ終了後、代表チームキャプテンとしての功績を称え、ニュージーランド政府よりナイトの勲位を授与する非公式な打診を受けるも現役のラグビー選手であること、年齢的に若すぎることを理由に辞退。2011年12月、在学中のリンカーン大学は名誉博士（天然資源学専攻）の学位を授与すると発表（授与式は2012年4月）。在学生への名誉学位の授与は異例の措置。
2015ラグビーワールドカップ5試合（全6試合）でキャプテンを務め、ニュージーランド代表のラグビーワールドカップ史上初となる連覇に貢献。2015年11月19日に現役生活からの引退を表明。引退後は商用ヘリコプターパイロットに転身した。
2015年12月31日、35歳の誕生日にニュージーランド最高の勲章であるニュージーランド勲章を史上最年少で受章。2016年4月にニュージーランド総督より勲章を授与された。
祖父は第二次世界大戦に従軍した元戦闘機パイロット。父、叔父と同じくマコウも自家用飛行機免許を取得し自家用グライダーを所有している。叔父夫妻はグライダー専門誌の編集を行っており、親戚の多くが自家用飛行機免許を取得している航空一家の出身である。豊富な航空知識と経験を持ち航空イベントにゲストとして招かれる機会が多い。2011年2月にはチャリティー基金の活動としてゲスト乗客を乗せグライダー飛行を行った。

## プレイスタイル
“ボールのあるところマコウあり”と称されるほど、攻守すべての局面に現れるオープンサイドフランカー。運動量、状況判断、スキル、すべての能力が高い。ディフェンス能力が非常に高く、瞬時の判断によりトライを決める。テストマッチ通算成績は27トライ・135ポイント。

## 主な受賞歴
- ニュージーランドU-21最優秀選手賞（2001年）
- NPCディビジョン1最優秀選手賞（2001年、2004年）
- 国際ラグビー選手協会最優秀新人賞（2002年）
- ケルビン・トレメイン記念杯最優秀選手賞（2003年、2006年、2009年、2012年）
- ワールドラグビー年間最優秀選手賞（2006年、2009年、2010年）
- ニュージーランド年間最優秀スポーツ選手賞（2010年、2011年）
- ニュージーランド勲章（2015年）